# Metaloba nana
Metaloba nana är en fjärilsart som beskrevs av Druce 1897. Metaloba nana ingår i släktet Metaloba och familjen björnspinnare. Inga underarter finns listade i Catalogue of Life.